# Rîbnița (arrondissement)

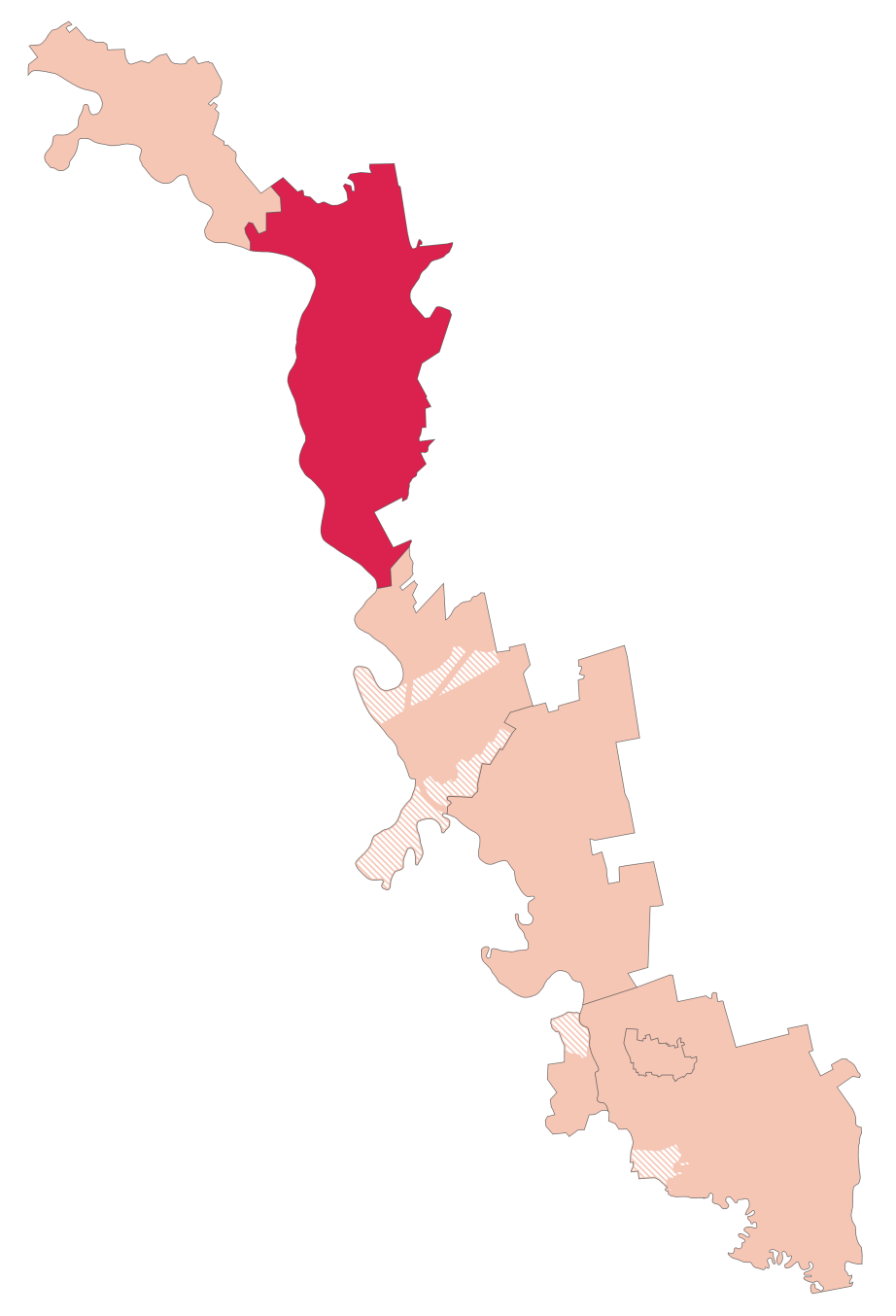
Ligging in Transnistrië

Rîbnița (Russisch: Рыбница, Rybnitsa; Roemeens: Raionul Rîbnița) is een arrondissement van Transnistrië. In 1989 telde de regio 34.400 inwoners, de inwoners van de stad Rîbnița waren hierbij niet meegerekend. Het overgrote deel van de bevolking woont op het platteland. Van de bevolking was 47% Roemeens, 42% Oekraïens en 8% Rus. Voor de rest bestond de bevolking uit Bulgaren, Gagaoezen, Joden, Wit-Russen, Polen en Duitsers.
In het arrondissement ligt de gemeente Cobasna, waar het door Rusland beheerde “1411e munitiedepot Artillerie” ligt.   